# Perryite
La perryite è un minerale, una silicite ricca di fosforo. È stata scoperta nel 1962 in alcuni meteoriti ma il nome venne proposto nel 1965 in seguito all'individuazione del meteorite di Horse Creek scoperto nella contea di Baca in Colorado, USA. Il minerale in un primo tempo non fu approvato dall'IMA perché la descrizione era incompleta. Nel 1968, in seguito a ritrovamenti avvenuti nei meteoriti di Kota-Kota in Malawi e di South Oman nella regione al-Wusta in Oman, venne pubblicata una descrizione più completa dove venivano riportate le analisi chimiche condotte.
La struttura cristallina è stata determinata soltanto nel 1991 basandosi su materiale sintetizzato in quanto la piccola dimensione dei cristalli trovati non ha permesso di determinare la struttura direttamente sui campioni naturali.

## Morfologia
La perryite è stata scoperta sotto forma di sottili lamelle e granuli di qualche micrometro.

## Origine e giacitura
La perryite è stata trovata in alcuni meteoriti di tipo enstatite condrite associata con troilite, kamacite e schreibersite.